# Notarcha aurolinealis
Notarcha aurolinealis là một loài bướm đêm thuộc họ Crambidae. Loài này có ở Hồng Kông, Thái Lan và New South Wales và Queensland ở Úc.
Sải cánh dài khoảng 20 mm.
Ấu trùng ăn Sida rhombifolia.